# ميتسوبيشي فوسو روسا
ميتسوبيشي فوسو روسا هي سيارة ميكروباص أنتجت في 1960.

## معرض صور

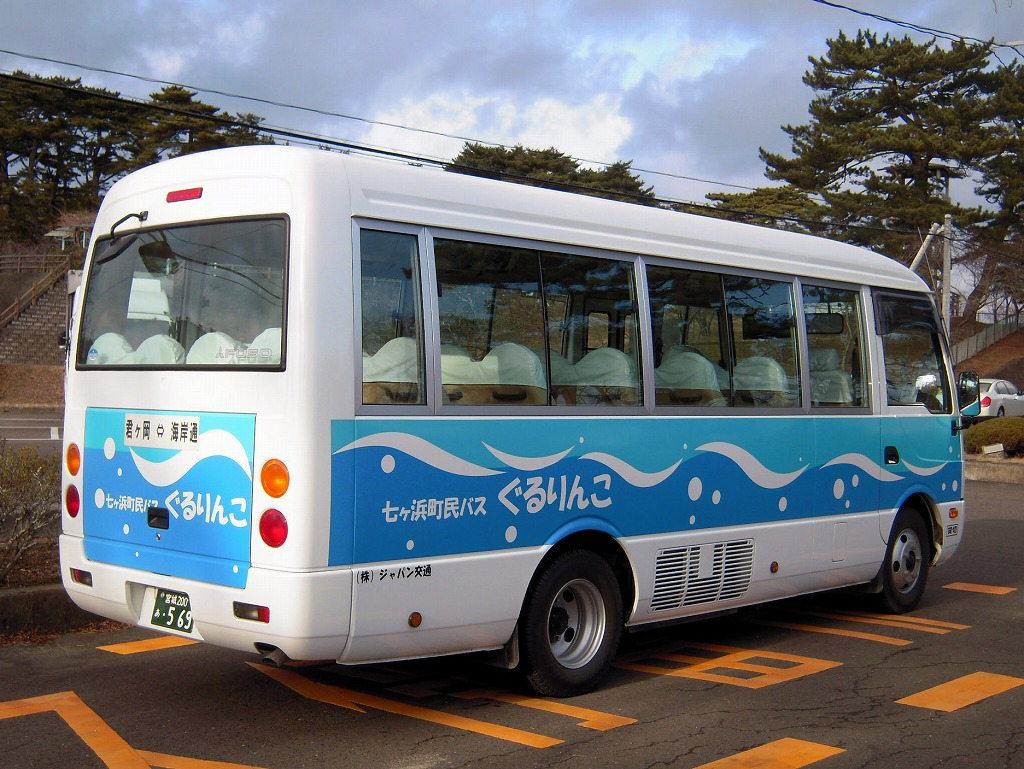
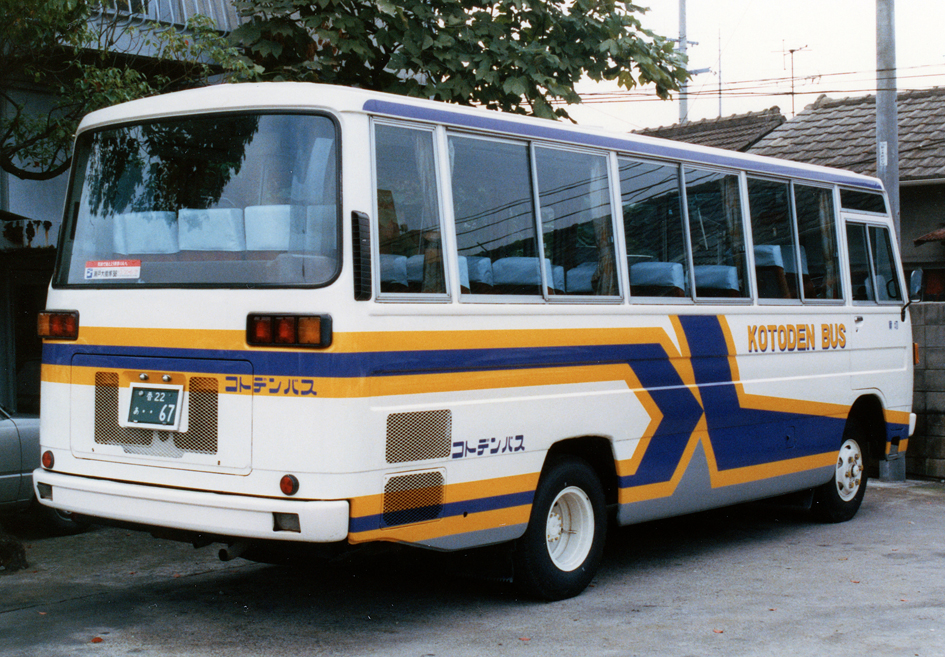
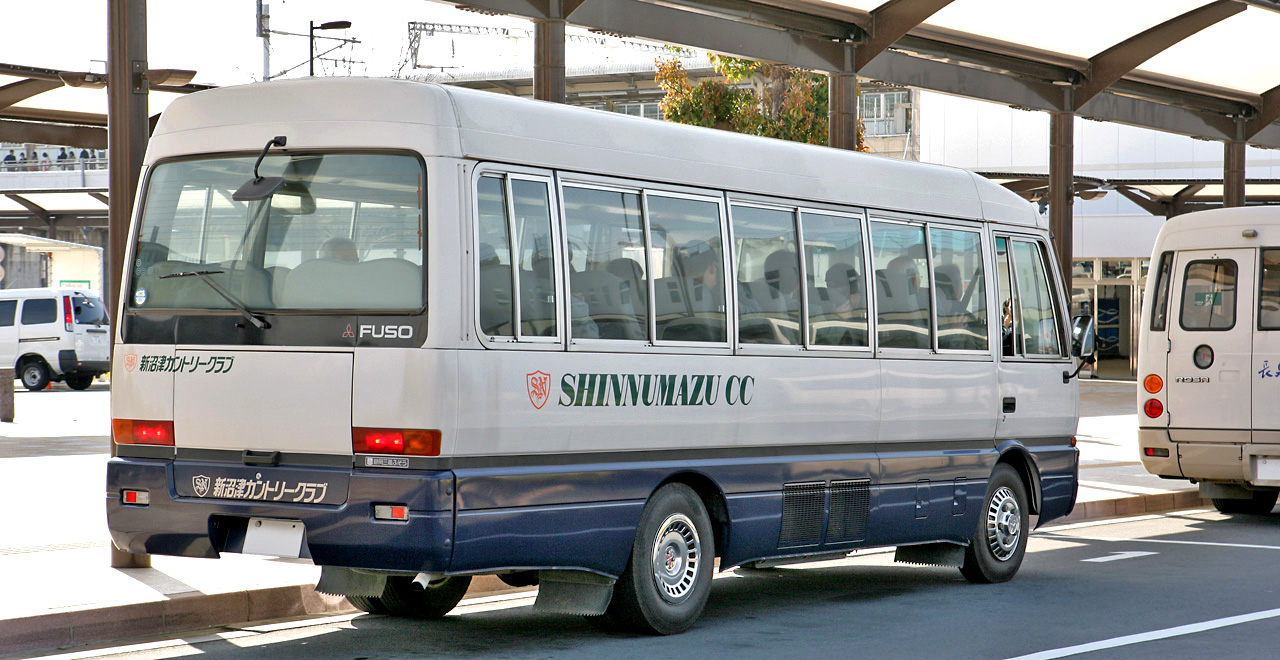
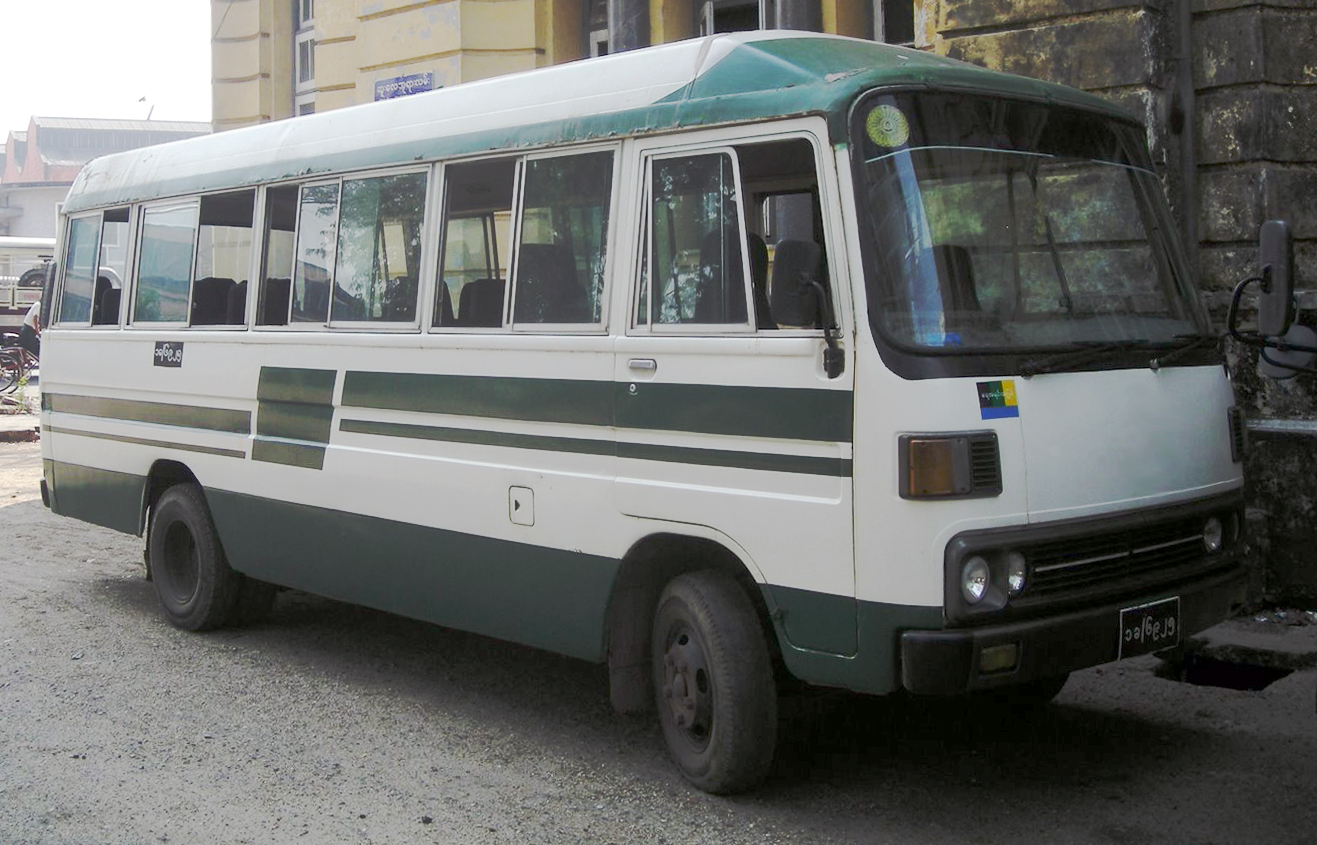
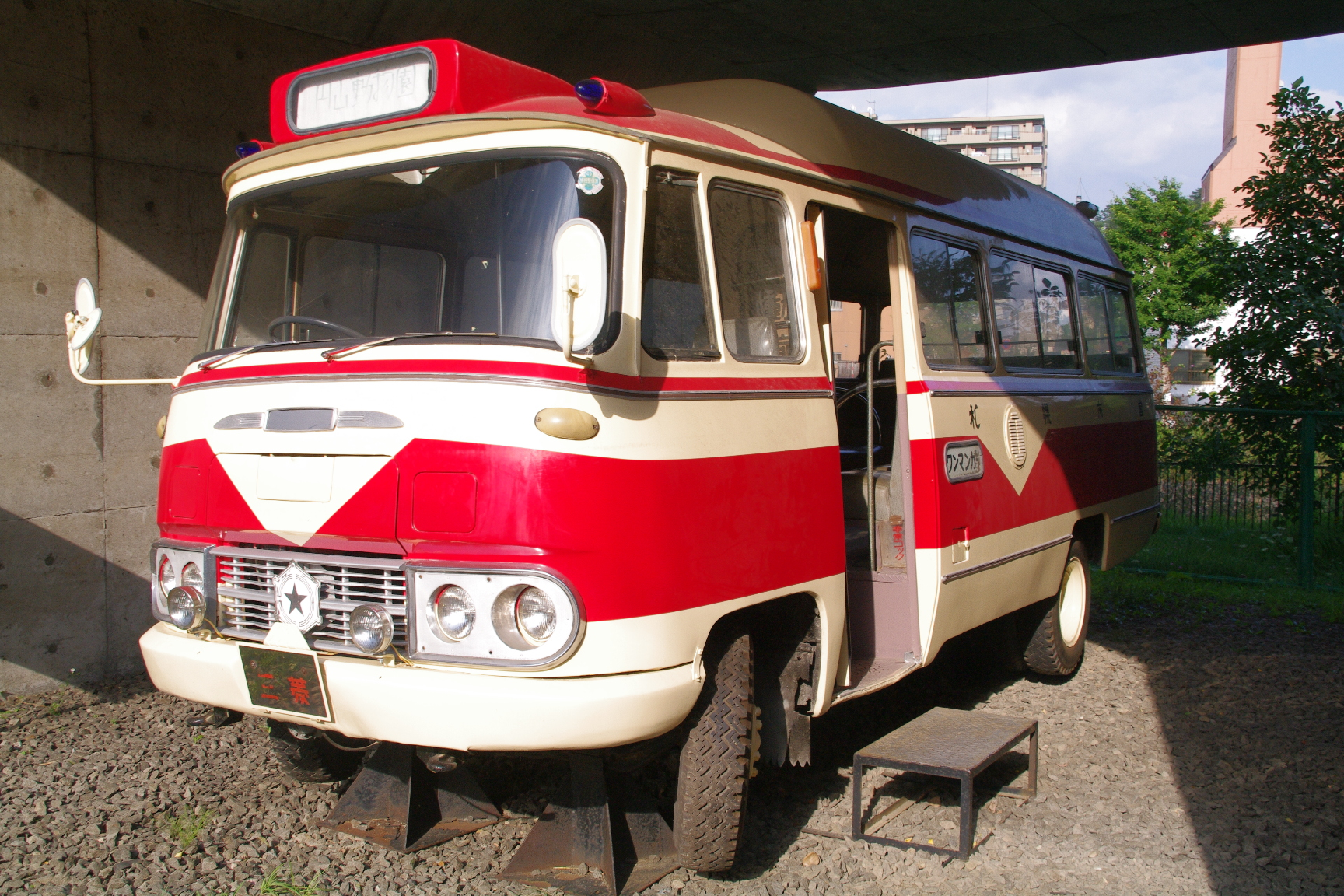
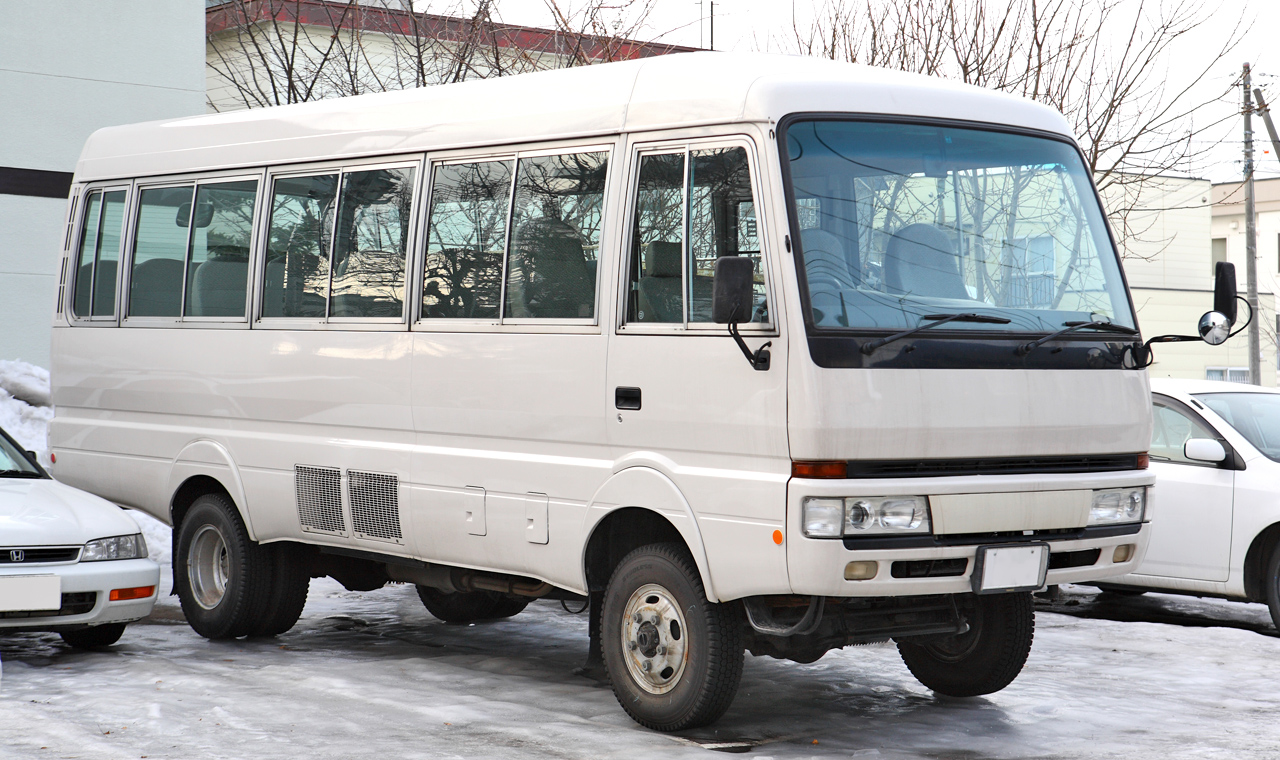